# Ai Khanoum

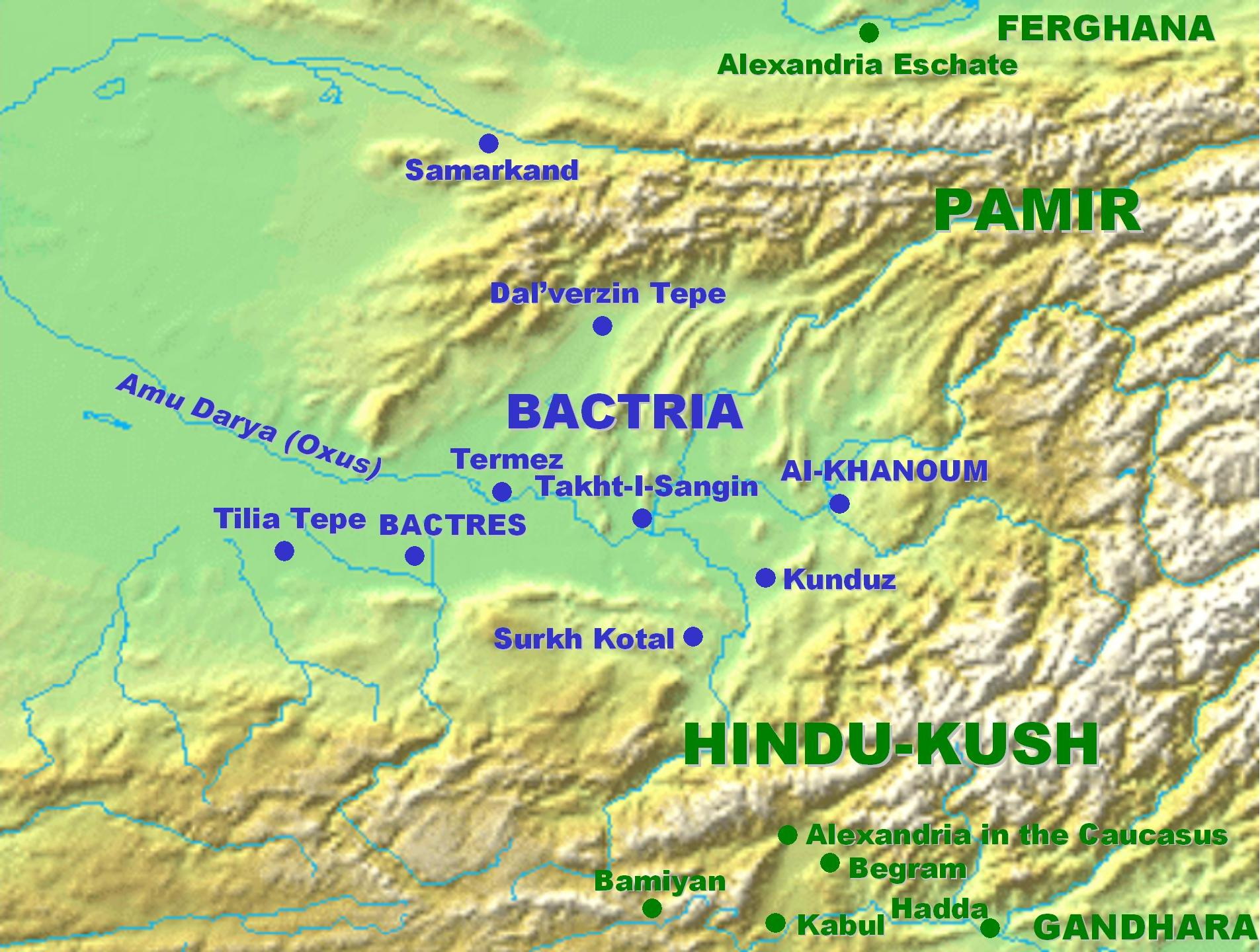
Ai Khanoum låg i den östra delen av Baktrien

Ai Khanoum var en hellenistisk stad där floderna Oxus (Amu-Darja) och Kokcha flyter samman i östra Baktrien, i vad som idag är nordöstra Afghanistan. Staden, vars grekiska namn är okänt, byggdes som en befäst gränsstad under 300-talet f.Kr. som försvar mot nomadstammar i norr och bergsfolk i öster. Ai khanoum är uzbekiska (آی خانم) och betyder måndamen. Khanoum låg på platsen för en akemenidisk fästning och behärskade en bördig konstbevattnad slätt. Staden förstördes och övergavs i mitten av 100-talet f.Kr efter upprepade invasioner av nomadstammar, först saka som följdes av Yuezhi. Ai Khanoum har grävts ut av franska och sovjetiska arkeologer som bland annat funnit administrativa byggnader, ett gymnasium och en teater. Staden omgavs av omfattande och imponerande befästningsverk. Ruinerna är idag i mycket dåligt skick efter år av ockupation, inbördeskrig och plundring.